# Oumou Dioubaté
 (novembre 2022).
Oumou Dioubaté, née en 1964 à Kankan en République de Guinée, est une chanteuse et musicienne guinéenne. 
Elle est la fille de la griotte Gnamakoro Kanté.

## Biographie

### Enfance & carrière
Oumou Dioubaté est née à Kankan en 1964,. Elle commence à chanter dès l’âge de 7 ans. Elle évoque dans ses chansons, les conditions de vie difficiles des femmes.  

## Discographie
Oumou Dioubaté a à son actif, 4 albums.
- 1999 : L’Essentiel[4]

## Prix et reconnaissances
- 2022 : Trophées d'excellence aux victoires de la musique guinéenne,